# ملانی فیونا
ملانی فیونا هالیم (متولد ۴ ژوئیه ۱۹۸۳) خواننده و ترانه‌سرای کانادایی است. او در تورنتو ، انتاریو به دنیا آمد و بزرگ شد. او کار خود را در سال ۲۰۰۲ به عنوان بخشی از سه گروه R&B کانادایی X-Quisite آغاز کرد که نامزد جایزه جونو برای آلبوم R&amp;B/Soul سال برای آلبوم خود (۲۰۰۴) شد.
دومین آلبوم استودیویی هالی با نام The MF Life (2011) در بیلبورد ۲۰۰ ایالات متحده در رتبه هفتم قرار گرفت.

## آهنگ‌شناسی
- پل (۲۰۰۹)
- زندگی ام اف (۲۰۱۲)